# Кумаси (аэропорт)
Международный аэропорт Кумаси (ИАТА: KMS, ИКАО: DGSI) — международный аэропорт Ганы, находящийся в Кумаси, столице области Ашанти. Аэропорт был открыт как гражданский в 1999 году, в то же время был преобразован из военной базы. Находится в 6-ти километрах от города.

## История
Аэропорт был преобразован из военной базы в гражданский государственный аэропорт в 1999 году, тогда же он был открыт. В 2014 году был начат масштабный проект по преобразованию аэропорта в международный, проект стоимостью около 300 миллионов долларов предусматривает строительство нового двухэтажного ультрасовременного терминала, ресторанов, торговых и парковочных зон, а также кольцевой дороги вокруг аэропорта.